# Мандзерева къща
Мандзеревата къща (на гръцки: Αρχοντικό Μαντζέρη-Τζιντζή) е възрожденска къща в град Сяр, Гърция.

## Местоположение
Разположена е на улица „Македоникос Агонас“ № 22, близо до кръстовището с „Капетан Митрусис“, в западната махала Долна Каменица (Като Каменикия). Собственост е на семейство Мандзерис-Дзиндзис.

## История
Построена е в 1886 година. По отношение на архитектурната форма и типология, както и по отношение на материалите и начина на градеж, сградата е типичен представител на възрожденската архитектура и в голяма степен запазва своята автентичност.
В 2005 година къщата е обявена за защитен паметник на културата.